# La Roche
La Roche é uma comuna da Suíça, no Cantão Friburgo, com cerca de 1.348 habitantes. Estende-se por uma área de 24,03 km², de densidade populacional de 56 hab/km². Confina com as seguintes comunas: Cerniat, Hauteville, Le Mouret, Plasselb, Pont-la-Ville, Treyvaux.  
A língua oficial nesta comuna é o Francês.